# Macrobrachium inpa
Macrobrachium inpa är en kräftdjursart som beskrevs av Brian Frederick Kensley och Walker 1982. Macrobrachium inpa ingår i släktet Macrobrachium och familjen Palaemonidae. Inga underarter finns listade i Catalogue of Life.